# Taos Amrouche
Marie Louise-Taos Amrouche nota anche come Marguerite-Taos Amrouche (Tunisi, 4 marzo 1913 – Saint-Michel-l'Observatoire, 2 aprile 1976) è stata una scrittrice e cantante berbera con cittadinanza francese.
Nata in una famiglia di cabili cristiani emigrati in Tunisia, si è formata nella doppia cultura berbera e francese (evidenziata dai due nomi, Taos e Marie-Louise).

## La scrittrice
Taos Amrouche è la prima scrittrice algerina ad avere pubblicato un romanzo in francese, Jacinthe noire, a carattere autobiografico, edito nel 1947 ma scritto verso la metà degli anni '30. Altri suoi romanzi in francese saranno più tardi Rue des Tambourins (1960) e L'amant imaginaire (1975).

La sua opera letteraria, caratterizzata da uno stile molto vivace, è largamente debitrice della cultura orale di cui era impregnata. In particolare, fu la madre, Marguerite-Fadhma Ait Mansour, a ispirarle la raccolta di fiabe, poesie e tradizioni popolari Le grain magique (1966), come testimonia il fatto che essa lo volle firmare col nome di Marguerite-Taos, fondendo il proprio nome con il suo. A conferma dello stretto legame tra le due, negli ultimi anni di vita la stessa Fadhma la chiamava Marguerite-Taos.

## La cantante
Taos Amrouche non si è limitata a intraprendere una carriera letteraria in francese, ma si è anche molto impegnata per la difesa della propria cultura berbera d'origine, in particolare ricercando, fissando per iscritto e interpretando numerosi canti tradizionali appresi dalla madre (e in gran parte tradotti in francese dal fratello, Jean Amrouche).
L'importanza di preservare la cultura dei genitori si fece strada in Taos fin dall'inizio degli anni '30. Come ricordava essa stessa: «dopo avere vissuto fin dall'infanzia immersa in questo meraviglioso clima di questi canti e di queste poesie, il miracolo è stato quello di poter prendere un distacco sufficiente a farmi scoprire tutta la loro forza magica e tutta la loro bellezza: è una grazia che mi è stata accordata e che mi ha permesso di raccogliere dalla viva voce di mia madre (…) questi canti la cui luce si fa strada verso di noi da millenni».
Dotata di una voce eccezionale, dopo un lungo apprendimento in famiglia Taos cominciò ad esibirsi in pubblico a Parigi nel 1937. Successivamente, nel 1939, si recò a Fez per partecipare al Primo Congresso di musica marocchina. In seguito a questa esibizione ottenne una borsa di studio della Casa Velázquez di Madrid per fare ricerche sui canti tradizionali iberici, nel corso dei quali mise alla luce i legami profondi tra il cante jondo e i canti tradizionali della Cabilia. A Madrid conobbe il pittore André Bourdil, che sposò e da cui nel 1942 ebbe una figlia (Laurence Bourdil, autrice di teatro).
Tra il 1952 e il 1957 trascrisse e registrò presso la SACEM (Società degli Autori e Compositori di Musica) 95 Canti salvati dall'oblio – Monodie berbere di Marguerite Taos.
A partire dagli anni '50 riprese a dare concerti, perlopiù a Parigi ma anche altrove. In Italia si esibì nel 1963 e nel 1964 a Firenze nell'ambito del Congresso Mediterraneo per la Cultura, e nel 1970 a Venezia. Nel 1966 venne invitata a Dakar dal presidente Léopold Sédar Senghor a partecipare al “Festival delle Arti Negre”. Nel 1967 ha ottenuto il “Grand prix du disque” per il suo primo album, Florilège de Chants Berbères de Kabylie (1966). Altri sei ne seguirono, e tutti questi canti sono stati poi riuniti in un cofanetto di 5 CD, Les chants de Taos Amrouche (2002).
L'impegno di Taos Amrouche per preservare la cultura tradizionale della Cabilia è testimoniato anche dal fatto che fu proprio nella sua casa parigina che si tenne, il 14 giugno 1967, il primo degli incontri che portarono alla fondazione dell'Académie Berbère. Consapevoli di ciò, i dirigenti algerini si rifiutarono di invitarla quando il festival culturale panafricano si tenne ad Algeri nel 1969 (una nazione che si definiva arabo-musulmana non poteva farsi rappresentare da una berbera cattolica).  E lei si esibì, al di fuori del festival, per gli studenti universitari di Ben Aknoun.
Nel corso del suo ultimo concerto, tenuto il 14 giugno 1975 al Théâtre de Paris, proclamò: «finché ci sarà un me un soffio di vita, questo soffio sarà messo al servizio di questi canti e di tutti quelli dello stesso genere, che sono la gloria e il tesoro dell'umanità».

## Opere letterarie
- Jacinthe noire (1947) romanzo
- Le Grain magique (1966) raccolta di fiabe, poesie e tradizioni
- Rue des tambourins (1969) romanzo
- L'amant imaginaire (1975) romanzo autobiografico
- Solitude ma mère (1995) romanzo postumo

## Discografia
- 1966 – Chants berbères de kabylie (BAM) – Grand prix du disque
- 1967 – Chants de processions, méditations et danses sacrées berbères
- 1971 – Chants de l'Atlas (Arion AR 30 103)
- 1972 – Chants espagnols archaïques de la Alberca (Arion)
- 1974 – Incantations, méditations et danses sacrées berbères (Arion ARN 34 233)
- 1975 – Chants berbères de la meule et du berceau (Arion ARN 34 278)
- 1977 – Au Theatre de la Ville (Arion ARN 34 407)